# Вестра, Лиуве
Лиуве Вестра (нидерл. Lieuwe Westra; 11 сентября 1982, Миунейн, Фрисландия — 14 января 2023[…], Звагдейк, Северная Голландия) — нидерландский профессиональный шоссейный велогонщик. Чемпион Нидерландов 2012 и 2013 годов в индивидуальной гонке.

## Достижения
2006
10-й Велонеделя Зеландской Фландрии
2007
4-й Велонеделя Зеландской Фландрии
1-й Этап 2
2008
1-й Этап 2 Тур Эльзаса
2-й Тур Олимпии
3-й Схал Селс
3-й Дуо Норман
4-й Омлоп дер Кемпен
5-й Вольта Лимбург Классик
6-й Тур Оверэйссела
9-й Гран-при Ефа Схеренса
2009
1-й  Тур Пикардии
1-й Этап 1
1-й Мемориал Арно Валларда
6-й Тур Груне Харта
2010
1-й  Горная классификация Вуэльта Мурсии
3-й  Чемпионат Нидерландов в индивид. гонке
3-й Хроно Наций
4-й Дуо Норман
5-й Три дня Де-Панне
7-й ПроГонка Фрисландии
2011
1-й Классика Луар-Атлантик
1-й Пролог Тур Бельгии
2-й Три дня Де-Панне
1-й  Горная классификация
3-й Вольта Алгарви
8-й Чемпионат мира в групповой гонке
2012
1-й  Чемпионат Нидерландов в индивид. гонке
1-й  Тур Дании
1-й Этап 5 (ИГ)
2-й Париж — Ницца
1-й Этап 5
2-й Три дня Де-Панне
2-й Тур Бельгии
2013
1-й  Чемпионат Нидерландов в индивид. гонке
1-й Этап 1 Тур Калифорнии
3-й Вольта Алгарви
5-й Три дня Де-Панне
8-й Париж — Ницца
2014
1-й Этап 7 Вуэльта Каталонии
1-й Этап 7 Критериум Дофине
2016
1-й  Три дня Де-Панне

## Статистика выступлений

### Гранд-туры
| Гонка           | 2009 | 2010 | 2011 | 2012 | 2013 | 2014 | 2015 |
| --------------- | ---- | ---- | ---- | ---- | ---- | ---- | ---- |
| Джиро д'Италия  | —    | —    | —    | —    | —    | —    | —    |
| Тур де Франс    | —    | —    | 126  | НФ   | НФ   | 79   | 77   |
| Вуэльта Испании | 87   | —    | —    | —    | НФ   | —    | —    |

| —  | Не участвовал  |
| НФ | Не финишировал |

## Допинг
35-летний Вестра выступал за команды KrolStonE Continental (2006 - 2008), Vacansoleil (2009 - 2013) и Astana Pro Team (2014 - 2016) и в 2017 году завершил карьеру. В 2018 году он выпустил свои мемуары, в которых признался, что употреблял запрещённые препараты с давних пор своей карьеры,
а в 2009 году "купил" победу в гонке Мемориал Арно Валларда .